# Norrköping
Norrköping je grad i središte istoimene općine u švedskoj županiji Östergötland. Grad se nalazi na rijeci Motala ström i u zaljevu Bråviken koji je dio Baltičkog mora.

## Stanovništvo
Prema podacima o broju stanovnika iz 2005. godine u gradu živi 83.561 stanovnik, te je po broju stanovnika deseti po veličini gradu u Švedskoj.

## Poznate osobe
- Pernilla Wiberg, bivša švedska alpska skijašica.

## Vanjske poveznice
- Službene stranice grada

### Ostali projekti
|  | Zajednički poslužitelj ima još gradiva o temi Norrköping |